# Sam Tshabalala
Pour les articles homonymes, voir Tshabalala.
Sam Tshabalala est un chanteur et guitariste sud-africain.

## Carrière
Chanteur et guitariste du groupe The Malopoets, premiers musiciens noirs sud-africains se produisant au Market Theatre de Johannesburg, il est considéré comme un héros de la résistance culturelle au régime d'apartheid alors en place dans son pays. 
Depuis plus de 30 ans, il habite en France. 
Sa musique mêle des éléments des traditions musicales et chorégraphiques des cultures noires d'Afrique du Sud à des rythmes jazz, funk ou reggae. Ses chansons racontent l'histoire souvent douloureuse de l'Afrique du Sud, les espérances de la population et la vie dans les townships, en de nombreuses langues parmi lesquelles se trouvent le zoulou, le shangaan, le tswana et l'anglais. Les mélodies de ces chansons sont paradoxalement douces et joyeuses.

## Albums
- Back and Forth
- Meadowlands
- Communication